# Крайова Рада Українців Криму
Крайова Рада Українців Криму (КРУК) — інститут національної самоорганізації українців Криму, представники української громади Криму.

## Історія
28-29 серпня 1918 року в помешканні Сімферопольської Української громади відбувся з'їзд українців Криму, на який прибули представники зі Сімферополя, Ялти, Севастополя, Євпаторії та Алупки. З'їзд ухвалив рішення про намір видавати українські газети, створення українських освітніх і культурно-просвітницьких організацій, а також створення Крайової Української Ради в Криму з осідком у Сімферополі як крайового органу українських кримських організацій. 18 жовтня 1918 року на тлі перемовин урядів Української Держави та Сулькевича про об'єднання Криму з Україною робітничий з'їзд у Сімферополі ухвалив постанову про входження Криму до складу України, а 21 жовтня 1918 року таке ж рішення ухвалило вселюдне зібрання української громади Севастополя.
Очолив рух кримських українців у 1919 році Павло Єрофійович Горянський. 1 жовтня 2022 року за ініціативи КРУК на території Державного історико-меморіального Лук'янівського заповідника в Києві урочисто відкрили пам'ятник на могилі Павла Горянського. Освятив монумент Архієпископ Вишгородський, вікарій Київської єпархії ПЦУ Агапіт.

## Сучасність
17 вересня 2020 року у Києві на організаційних зборах представників громадських організацій, що переміщені з Кримського півострова було прийнято Заяву представників української громади Криму та Декларацію про відновлення діяльності Крайової ради українців Криму та скликання III Конгресу українців Криму. Декларацією ухвалено створення Комітету з підготовки та проведення III Конгресу українців Криму.
Декларацію підписали: Петро Вольвач, Андрій Іванець, Сергій Мокренюк, Сергій Ковальський, Андрій Щекун, Артем Хмеловський, Володимир Ляшенко, Марія Суляліна, Світлана Кузіна, Павло Лакійчук, Тетяна Захарова, Анатолій Ковальский, Олена Халімон, Віктор Мержвинський, Артем Артюхов, Сергій Вікарчук, Микола Борисенко та інші.
28 вересня представники української громади Криму оголосили про відновлення Крайової ради українців Криму (КРУК) на прес-конференції в Києві.

### Мета і завдання
Головні завдання діяльності КРУК — консолідація українців окупованого півострова, захист їхніх прав та інтересів, а також сприяння відновленню територіальної цілісності країни.

### Структура і керівництво
Структура і керівництво КРУК є представницькою. Рішення приймаються на зборах представників КРУК. Ведення зборів узгоджується і здійснююється почергово з числа представників КРУК.